# Cotton Nash
Charles Francis Nash, detto Cotton (Jersey City, 24 luglio 1942 – Lexington, 23 maggio 2023), è stato un cestista e giocatore di baseball statunitense, professionista nella NBA, nella ABA e nella MLB.

## Carriera
È stato selezionato dai Los Angeles Lakers al secondo giro del Draft NBA 1964 (12ª scelta assoluta).

## Palmarès
- NCAA AP All-America First Team (1964)
- 2 volte NCAA AP All-America Second Team (1962, 1963)